# Gustav Heinrich Selig
Gustav Heinrich Selig (* 1791 in Lüneburg; † 1862 in Scharnebeck) war ein deutscher Befreiungskämpfer und Verwaltungsjurist.

## Leben
Gustav Heinrich Selig war Sohn des Sekretärs Selig in Lüneburg. Er studierte ab 1810 Rechtswissenschaften an der Universität Göttingen und wurde ausweislich der Strafakten der Universität des Jahres 1812 Mitglied des Corps Hannovera Göttingen. An den Befreiungskriegen nahm er im Jägerbataillon Lüneburg teil. Für seine Teilnahme an der Schlacht bei Waterloo erhielt er die Waterloo-Medaille (HWM). Er wechselte 1819 als Leutnant der Hannoverschen Armee in den Verwaltungsdienst des Königreichs und wurde 1824 Amtsassessor in Wennigsen, später im Amt Wittmund. Von 1837 bis 1852 war Selig Amtmann des hannöverschen Amts Scharnebeck und trat dann in den Ruhestand.